# Gaylesville, Alabama
Gaylesville là một thị trấn thuộc quận Cherokee, tiểu bang Alabama, Hoa Kỳ. Dân số năm 2009 là 141 người, mật độ đạt 158 người/km².